# Brucknerallee 96 (Mönchengladbach)

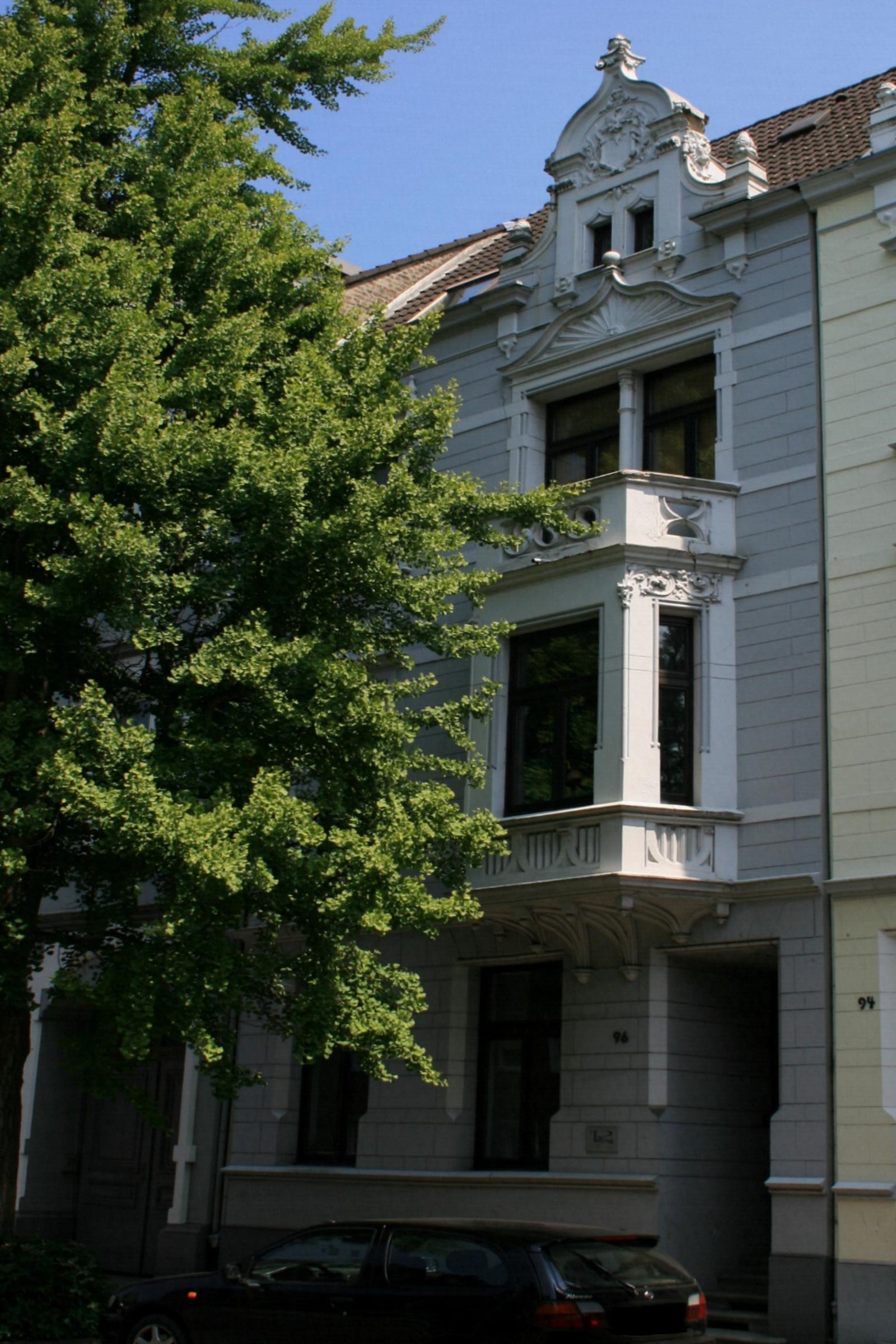
Wohnhaus (2010)

Das Wohnhaus Brucknerallee 96 steht im Stadtteil Rheydt in Mönchengladbach (Nordrhein-Westfalen).
Das Gebäude wurde 1898 erbaut. Es ist unter Nr. B 087 am 6. März 1989 in die Denkmalliste der Stadt Mönchengladbach eingetragen worden.

## Architektur
1898 wurde dieses Wohnhaus zusammen mit dem Haus Nr. 94 errichtet. Das wie Nr. 94 dreigeschossige, zweiachsige, satteldachgedeckte, traufenständige Haus ist über eine kurze Treppe in einer Eingangsnische in der linken Frontseite (Nr. 94 links) zu betreten. Zwei wie der Eingang gerade abgeschlossene Fenster belichten die Wohnräume des Hochparterres.
Über einem schmalen Gesims ist das erste Stockwerk durch ein hochrechteckiges Fenster für die linke (Nr. 94 rechts) Gebäudeachse und daneben mit Balkonfenster und -tür geöffnet (Nr. 94: dreiseitiger Erker). Die letztgenannten Elemente sind lediglich durch einen schmalen Pfeiler mit Halbsäulenvorlage getrennt und durch eine rahmenartige Stuckatur und Ziergiebelaufsätzen zusammengefasst, ein Motiv, das sich für die linke Gebäudeachse im zweiten Stockwerk für zwei Fenster wiederholt. Haus Nr. 94 hat dementsprechend rechtsseitig, aber mit der gleichen Bauplastik umrahmt, an dieser Stelle einen Balkon, der auf dem Erker aufsitzt. Die beiden inneren Achsen des Doppelhauses Nr. 94/96 werden im Dachgeschoss durch je einen Ziergiebel von einer Gaube gekrönt, der das kräftige Dachgesims unterbricht.
Trotz der Veränderungen an der Fassade liegt die Unterschutzstellung vor allen Dingen aus städtebaulichen Gründen im öffentlichen Interesse. Aber auch als Einzelobjekt ist das Haus als schützenswert anzusehen.